# 福州市马尾第一中学
福州市马尾第一中学，原名培英中学、福建师范大学第二附属中学，是中华人民共和国福建省福州市马尾区的完全中学，创于1988年。2023年12月更名为福州市马尾第一中学。为全国校园足球特色学校、福建省校园足球示范学校、福州市重点足球传统学校。

## 校名沿革
- 福州市经济技术开发区培英中学（1988.9-1993.4）
- 福州市经济技术开发区培英学校（1993.4-1996.9）
- 福建师范大学第二附属中学（1993.4-2023.12，福建省海洋渔业总公司职工子弟中学并入）
- 福州市马尾第一中学（2023.12-至今）

## 学校硬件
学校有400米标准田径场、福建省级中学示范图书馆、能容纳1000多人的学生公寓楼；学校信息技术设施完备，各类专用教室、探究室配备齐全。

## 校徽设计
学校校徽总体设计为圆形。外环由学校校名“福州市马尾第一中学”及数字“1988”构成，“1988”表示学校始源，内环上方图案为“福建”首字母“FJ”的变体，下方为数字“2”的变体。校徽以红色为主色调，体现着学校的精神和品格

## 学校荣誉
- 2000年1月，福建省三级达标校
- 2004年12月，福建省二级达标校
- 2007年，福建省中小学实施素质教育工作先进学校[4]
- 2013年，福建省一级达标高中[5]

## 师资力量
截至2023年12月，学校有教师207人，其中高级教师51人，占比25.5％；中级教师98人，占比49％；硕士研究生27人，占比13.5％；有福建省学科教学带头人2名，福州市学科教学带头人6名，福建省名师工作室成员1名，福州市名师工作室成员2名，福州市骨干教师32名，马尾区学科工作室成员27名（其中领衔名师11名），马尾区骨干教师41名。

## 相关链接
- 福州市马尾第一中学网站 （页面存档备份，存于）